# Oreoglanis hypsiurus
Oreoglanis hypsiurus is een straalvinnige vissensoort uit de familie van de zuigmeervallen (Sisoridae). De wetenschappelijke naam van de soort is voor het eerst geldig gepubliceerd in 1999 door Ng & Kottelat.